# Linia kolejowa Giżycko – Orzysz
Linia kolejowa Giżycko – Orzysz – zlikwidowana w 1945 roku normalnotorowa linia kolejowa łącząca stację Giżycko ze stacją Orzysz.

## Historia
Linia została otwarta 1 czerwca 1906 roku. Rozstaw szyn wynosił 1435 mm. W 1945 roku nastąpiła fizyczna likwidacja linii.
W związku z budową Centralnego Portu Komunikacyjnego linia może zostać odbudowana w ramach Kolei Warszawsko-Mazurskiej, łączącej Warszawę z Giżyckiem, przez Wyszków, Ostrołękę, Łomżę, Pisz i Orzysz. Linia ta ma być rozbudową Linii kolejowej nr 29 w ramach CPK.